# اینتسرشدورف گتسرشدورف
اینتسرشدورف گتسرشدورف (به آلمانی: Inzersdorf-Getzersdorf) یک منطقهٔ مسکونی در اتریش است که در ناحیه زانکت پولتن-لاند واقع شده‌است. اینتسرشدورف گتسرشدورف ۱٬۳۹۹ نفر جمعیت دارد.